# Hans Bergh
Hans Anders „Hasse“ Bergh (* 6. Juni 1970 in Sundsvall) ist ein ehemaliger schwedischer Fußballspieler. Der Mittelfeldspieler, der für fünf verschiedene Vereine in der Allsvenskan auflief, bestritt 1998 zwei Länderspiele für Schweden. Im selben Jahr gewann er den Meistertitel und den Landespokal – mit zwei verschiedenen Mannschaften.

## Werdegang
Bergh entstammt der Jugend des IFK Sundsvall, für den er Ende der 1980er Jahre in der Wettkampfmannschaft debütierte. Mit dem Verein spielte er in der zweiten und dritten Liga, ehe er 1994 zum Erstligaaufsteiger Hammarby IF wechselte. Für den Klub spielte er zwei Spielzeiten in der Allsvenskan, dabei bestritt er 44 Meisterschaftsspiele. Nach dem Abstieg am Ende der Spielzeit 1995 als Tabellenvorletzter schloss er sich dem Erstligakonkurrenten Degerfors IF an. Auch mit diesem stieg er in seiner zweiten Spielzeit aus der höchsten Spielklasse ab, dennoch hatte er sich in den Kreis der Nationalmannschaft gespielt. Bei der 0:1-Niederlage gegen die US-Auswahl durch ein Tor von Roy Wegerle am 24. Januar 1998 debütierte er in der Landesauswahl, fünf Tage später kam er als Einwechselspieler für Yksel Osmanovski beim 0:0-Unentschieden gegen Jamaika zu seinem zweiten Auswahlspiel. 
Bergh blieb erneut in der Allsvenskan, dieses Mal zog es ihn zu Helsingborgs IF. Dort kam er jedoch nicht über die Rolle des Ergänzungsspielers hinaus. Die Mannschaft erreichte das Endspiel um den Landespokal 1997/98, sowohl beim 1:1-Unentschieden im Hin- wie im letztlich per Elfmeterschießen gewonnenen Rückspiel – Torhüter Sven Andersson hielt alle Strafstöße der Spieler seines Ex-Klubs Örgryte IS – kam er kurz vor Ende der regulären Spielzeit jeweils als Einwechselspieler zum Einsatz. Daher wechselte er im Sommer zum Ligarivalen AIK. Dort debütierte er ironischerweise beim 1:0-Auswärtssieg gegen seinen Ex-Klub durch ein Tor von Anders Limpar. Nach seinem Wechsel verlor AIK kein Spiel mehr, es kam zwischen AIK, Helsingborgs IF und Hammarby IF zum Dreikampf um den Titel. In elf Spielen, davon sieben Siegen, trug er zu einem Zweipunktevorsprung auf Helsingborgs IF und damit zum Meistertitel am Ende der Spielzeit 1998 bei. Die folgende Spielzeit war von Verletzungen überschattet, so dass die Qualifikation zur Gruppenphase der UEFA Champions League 1999/2000 ohne sein Zutun bewerkstelligt wurde und er dort einzig bei der 1:2-Heimniederlage gegen den FC Barcelona – bei der zwischenzeitlichen 1:0-Führung durch Nebojša Novaković wurde er knapp 20 Minuten vor Ende für Daniel Tjernström eingewechselt, mit zwei Toren in den letzten Spielminuten drehten die Katalanen das Spiel – mitwirken konnte. Beim Gewinn des Landespokal 1998/99 in den Finalspielen gegen IFK Göteborg kam er ebenfalls als Einwechselspieler nur im Rückspiel zum Einsatz. Nachdem er in der Spielzeit 2000 auch nur elf Ligaspiele bestritten hatte, standen die Zeichen am Saisonende mit Auslaufen des Vertrags auf Abschied.
Bergh kehrte in seinen Geburtsort zurück und schloss sich dem in der Allsvenskan spielenden GIF Sundsvall an. Hier sorgte er dafür, dass sich der Klub zwischenzeitlich in der höchsten Spielklasse etablieren konnte und bestritt in fünf Jahren 99 Meisterschaftsspiele. 2006 kehrte er für eine Spielzeit zu IFK Sundsvall zurück, anschließend ließ er bei IFK Timrå seine Laufbahn ausklingen.

## Erfolge
- Schwedischer Meister: 1998 (AIK)
- Schwedischer Pokalsieger: 1998 (Helsingborgs IF), 1999 (AIK)
- Schwedischer Nationalspieler (2 A-Länderspiele 1998)